# Platygaster sparsipilosa
Platygaster sparsipilosa (лат.) — вид мелких наездников из семейства Platygastridae. Юго-Восточная Азия: Индонезия (Сулавеси). Длина тела около 1,25 мм. Голова чётко окаймлена перед почти гладким затылком; нотаули почти полные; переднее крыло в вершинной половине с редкими и довольно длинными микротрихиями; второй тергит Т2 исчерчен в базальных ямках почти до половины; T3—T6 с глубоко внедренными щетинками. Длина 1,2 мм. Основная окраска чёрная, антенномер А1 и ноги, включая тазики, светло-коричневато-желтые; А2—А10, тегула и последний членик лапок темно-коричневые. Этот вид отличается от P. achterbergi, P. baliensis и P. luteipes, например, за счёт редких микротрихий крыльев и густых рядов глубоких точек на предвершинных тергитах. Название вида связано с редкими щетинками на диске крыльев. Вид был впервые описан в 2008 году датским энтомологом Петером Булем (Peter Neerup Buhl, Дания).